# Іщенко Павло Олегович
І́щенко Огнеслав (Павло) Олегович (30 квітня 1992, Петропавловськ-Камчатський, Росія) — український боксер-професіонал, майстер спорту міжнародного класу з боксу, чемпіон Європи серед юнаків (2008), бронзовий призер чемпіонату світу серед кадетів (2007), чемпіон України (2011, 2012). Учасник літніх Олімпійських ігор у Лондоні (2012). Має брата-боксера Мирослава. Перший тренер — Олег Іщенко та Владислав Мангер.
Представляв боксерський клуб «Українські отамани», що брав участь у змаганнях під егідою WSB.

## Спортивний життєпис

### Аматорська кар'єра
Народився Павло Іщенко у Петропавську-Камчатському. Боксом почав займатися завдяки батьку, який був тренером з цього виду спорту. У 9-річному віці Павло разом з сім'єю переїхав з Росії до Херсона, де Олег Іщенко відкрив секцію з боксу, орендувавши невеличкий спортивний зал у приміщенні дитячого садка та облаштувавши його власноруч. Юний боксер тренувався у складних умовах, виникали постійні проблеми через брак коштів. Під час виїзних змагань фінансів вистачало лише на харчування Павла та проживання у найдешевших апартаментах, де батькові спортсмена доводилося спати на підлозі.
Перший серйозний спортивний успіх прийшов до Павла Іщенка у 2007 році, коли він став бронзовим призером чемпіонату світу серед кадетів. А рік потому український боксер переміг на чемпіонаті Європи серед юнаків. У 2011 році Іщенко став чемпіоном України у своїй ваговій категорії.
2012 рік був відзначений для молодого боксера багатьма яскравими подіями. На турнірі у турецькому Трабзоні, де розігрувалися ліцензії на літні Олімпійські ігри у Лондоні, Іщенко став переможцем, здолавши на шляху до першого місця бронзового призера Ігор у Пекіні В'ячеслава Гожана з Молдови. Таким чином, 20-річний український боксер здобув олімпійську ліцензію у ваговій категорії до 56 кг. Проте виступ на Олімпіаді став для Іщенка надто швидкоплинним. У першому ж поєдинку він поступився американському боксеру Джозефу Діасу з рахунком 9-19.

##### Результати поєдинків WSB
| Результат | Команда               | Суперник          | Спосіб   | Дата              | Місце     | Примітки   | Відео |
| --------- | --------------------- | ----------------- | -------- | ----------------- | --------- | ---------- | ----- |
| Поразка   | «German Eagles»       | Артур Бриль       | WP (3:0) | 23 листопада 2012 | Ганновер  |            |       |
| Перемога  | «USA Knockouts»       | Баходир Султонов  | WP (3:0) | 16 листопада 2013 | Київ      |            |       |
| Перемога  | «Argentina Condors»   | Браян Іван Нуньєс | WP (3:0) | 6 грудня 2013     | Бровари   |            |       |
| Поразка   | «D&G Italia Thunder»  | Робсон Консейсао  | WP (3:0) | 22 лютого 2014    | Джела     |            |       |
| Поразка   | «Russian Boxing Team» | Дмитро Полянський | WP (3:0) | 4 квітня 2014     | Донецьк   | 1/4 фіналу |       |
| Поразка   | «Russian Boxing Team» | Адлан Абдурашидов | WP (3:0) | 21 лютого 2015    | Волгоград |            |       |

### Виступ на чемпіонаті Європи 2013
- У 1/16 фіналу переміг Шин МакКомба (Ірландія) — 3-0
- У 1/8 фіналу переміг Гітіса Вайткуса (Литва) — 3-0
- У чвертьфіналі переміг Чарлза Флінна (Шотландія) — 3-0
- У півфіналі переміг Дмитра Полянського (Росія) — 2-1
- У фіналі переміг Вазгена Сафарянца (Білорусь) — 2-1

### Професіональна кар'єра
В червні 2015 року Іщенко підписав контракт з американською компанією Fight Promotions і перейшов в професійний бокс. Того ж місяця був підписаний контракт з DiBella Entertainment.
18 вересня 2015 року в Атлантик Сіті, США в дебютному поєдинку Іщенко нокаутував у 2-му раунді американця Ніколаса Родрігеса.
Після цього Іщенко провів ще два боя, в обох отримав перемогу.

### Виступ на чемпіонаті Європи 2017
2017 року Павло Іщенко повернувся до аматорського боксу і взяв участь в чемпіонаті Європи, що проходив в Харкові, захищаючи кольори Ізраїлю.
- У 1/16 фіналу переміг Развана Андреяна (Румунія) — 5-0
- У 1/8 фіналу переміг Вазгена Сафарянца (Білорусь) — 3-2
- У чвертьфіналі переміг Отара Ераносяна (Грузія) — 4-1
- У півфіналі в напруженому бою програв Габілю Мамедову (Росія) — 1-4 і отримав бронзову нагороду.

Через два місяці на чемпіонаті світу 2017 Іщенко програв в своєму другому поєдинку Доржнямбуугийн Отгондалай (Монголія) — 0-5.

## Життєві погляди
Павло Іщенко — випускник херсонської єврейської школи «Хабад». Взяв собі друге ім'я Огнеслав. Має намір, як благочинний проект, відкрити студію звукозапису, де талановиті музиканти зможуть безкоштовно робити записи своїх творів. Захоплюється грою на барабанах. Після закінчення херсонського училища фізичної культури вступив до юридичної академії України імені Ярослава Мудрого. У вересні 2013 року відзняв ролик на підтримку здорового способу життя на протистояння спортсменам-рейдерам.

## Колабораційна діяльність
Після звільнення ЗСУ міста Херсон, боксер втік на лівий берег Херсону та заявив про бажання залишитися на окупованій території. Пізніше дав інтерв'ю місцевим пропагандиським телеканалам і зареєстрував громадську організацію "Херсонська обласна федерація боксу".